# Димитър Попов (генерал, р. 1909)
Вижте пояснителната страница за други личности с името Димитър Попов.
Димитър Николов Попов е български офицер, генерал-лейтенант.

## Биография
Димитър Попов е роден на 20 април 1909 г. в Брезово. От 1924 до 1929 г. учи в гимназия. Като младеж започва да изповядва идеите на БКП и е убеден привърженик на дружбата между България и СССР. Между октомври 1929 и юли 1930 г. е школник в Школата за запасни офицери. След като завършва за 1 месец между август и септември 1930 г. е на стаж в девети пехотен пловдивски полк.
През 1933 г. завършва Военното на Негово Величество училище, на 6 септември е произведен в чин подпоручик и е назначен за хомандир на взвод е в 1-ви армейски артилерийски полк (септември 1933-септември 1939). На 3 октомври 1933 г. е произведен в чин поручик. През 1938 г. е назначен за взводен коментир на противовъздушно мат. артилерийски отделение в Артулерийската школа. През 1940 – 1941 г. е изпратен на специализация в Германия във висшето военно училище по противовъздушна отбрана в Берлин, на тематика противовъздушна отбрана, по време на която натрупва краен негативизъм към хитлеристкия режим. През 1941 година е назначен за командир на батарея в първо противовъздушно отделение.
През 1944 г. става член на БКП. През 1944 г. е назначен за инспектор на граничната стража, а по-късно същата година е назначен за командир на 2-ра бронирана бригада. На 9 септември 1944 г. е част от офицерите участвали в овладяването на Военното министерство като командир на прожекторната група към противовъздушната отбрана на София. По време на войната срещу Нацистка Германия е командир на първа гвардейска пехотна дивизия (септември 1944-юни 1945). След това заема различни длъжности в Министерството на отбраната като командир на Мотострелкова дивизия. През юли 1945 г. е командирован във Военната академия „Ворошилов“ в СССР, която завършва през януари 1947 г., когато е откомандирован и така заедно с генерал Петър Илиев става един от двамата единствени български офицери от царство България които са били на служба преди и след 9 септември 1944 завършили съветска военна академия. По време на следването си в СССР е военен аташе на разположение.
От януари до декември 1947 г. е началник на отдел „Бойна подготовка“ в Министерството на народната отбрана. В периода януари 1948-август 1950 г. е началник на Оперативния отдел на Генералния щаб. От 1 януари 1950 г. е заместник-началник на Генералния щаб. От август 1950 до 1951 г. е началник на катедра „Оперативно изкуство“ на Военната академия. В периода 1951 – 21 март 1955 е заместник-началник по оперативната и тактическата подготовка на Академията. От 21 март 1955 г. е началник на отдел „Военноучебни заведения“ в Министерството на отбраната. От 1960 до 1962 г. е командир на втора мотострелкова дивизия. Достига до чин генерал-лейтенант Награждаван е с орден „Георги Димитров“, с орден НР.България 1 ва ст., с орден „9 септември 1944“, с орден „За народна свобода“, с орден „За храброст“, IV степен, 1 клас, орден „Свети Александър“, III степен с мечове по средата, съветския орден „Кутузов“ II степен (10.08.1945) и други.
Генерал-лейтенант Димитър Попов е женен и има 3 деца.

## Образование
- Школа за запасни офицери (октомври 1929 – юли 1930)
- Военно на Негово Величество училище (до 1933)
- Военната академия „Ворошилов“ (юли 1945 – януари 1947)

## Военни звания
- Подпоручик (6 септември 1933)
- Поручик (3 октомври 1936)
- Капитан (1943)
- Генерал-майор (9 септември 1944)
- Генерал-лейтенант (23 септември 1948)